# Ottola Nesmith
Ottola Nesmith (n. 12 decembrie 1889, Washington, D.C., District of Columbia, SUA – d. 7 februarie 1972, Hollywood, California, SUA) a fost o actriță americană. A apărut în peste 115 filme și emisiuni de televiziune în perioada 1913 - 1969.

## Filmografie parțială
- Three Men on a Horse (1936)
- Television Spy (1939)
- Her First Romance (1940)
- Invisible Ghost (1941)
- The Notorious Landlady (1962)

## Legături externe
- Ottola Nesmith la Internet Movie Database
- Ottola Nesmith la CineMagia